# أنتوني فورنير
أنتوني فورنير (بالفرنسية: Anthony Fournier)‏ هو لاعب كرة قدم فرنسي، ولد في 30 أبريل 1989 في فرنسا.